# 電子移動度
電子移動度（でんしいどうど、electron mobility）とは、固体の物質中での電子の移動のしやすさを示す量である。易動度ともいう。
単に移動度という場合は、キャリアの移動のしやすさを示す。半導体の場合、キャリアとは、電子および正孔のことである。

## 定義
物質に電場 E  （kg·m/s2·C）をかけたとき、物質内部のキャリアが電場によって平均速度 v  （m/s）で移動したとする。このとき、この物質の移動度 {\displaystyle \mu } （C·s/kg）は次式で定義される。
{\displaystyle {\boldsymbol {\mathit {v}}}=\mu {\boldsymbol {\mathit {E}}}}
キャリアの電荷を q  （C）、電子の有効質量を m* （kg）、電子の緩和時間を {\displaystyle \tau } （s）とすると、移動度は次式で算出される。
{\displaystyle \mu \equiv q\tau /m^{*}}

## 半導体工学における移動度の意味
移動度は、抵抗率に反比例する。すなわち、抵抗率を {\displaystyle \rho } （kg·m3/C2·s）、キャリア密度を {\displaystyle n} （1/m3）とすれば、
{\displaystyle qn\mu \rho =1}
このため、移動度は物質の電気的特性を決める重要なパラメーターである。